# Jacques Barthélémy Gramont de Castéra
Pour les articles homonymes, voir Gramont et Castéra.
Jacques Barthélémy Gramont de Castéra, né le 8 septembre 1746 à Biarritz et mort le 6 février 1816 à Bordeaux, est un négociant et armateur négrier français. Il a été maire de Bordeaux de 1815 à 1816, et président de la Chambre de commerce de Bordeaux de 1806 à 1809.

## Biographie

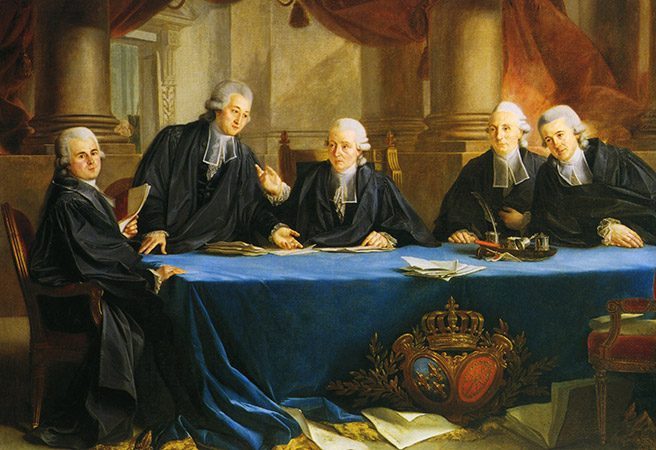
Le juge et les quatre consuls de Bordeaux, par Pierre Lacour, en 1786 - Gramont de Castéra, 1er consul du tribunal de commerce de Bordeaux est le 2e personnage à partir de la gauche

Gramont est le fils d'un capitaine de navire. A la fin du XVIIIe siècle, il développe ses affaires en investissant dans des maisons d'armement. Il finance quatre expéditions négrières (une en 1783 et deux en 1803 et une en 1805).
Il est l’un des cinq négociants membre de la commission qui représente Bordeaux auprès de Napoléon Bonaparte au moment du débat sur le rétablissement de l'esclavage en 1801-1802, alors qu'il avait été aboli en 1794 par la Convention montagnarde. Le rapport de cette commission plaide sans ambigüité en faveur de la « liberté du commerce » et donc de la traite tant les esclaves seraient nécessaires à l’économie caribéenne.
Une fois l'esclavage rétabli par Napoléon en 1802, Gramont fait partie des premiers à organiser des expéditions négrières en 1803.

## Hommages et critiques
En 1843, la ville de Bordeaux donne son nom à une rue situé dans le quartier de Belcier.
En 2019, sous la pression d’associations comme Mémoires & Partages, la municipalité fait installer dans la rue une plaque explicative rappelant le rôle de l'armateur dans la traite négrière.

## Sources
- « Histoire des maires de Bordeaux » (2008)
- Éric Saugera, Bordeaux port négrier, Karthala et J&D, 1995.